# Julius Zimmermann (Maler)

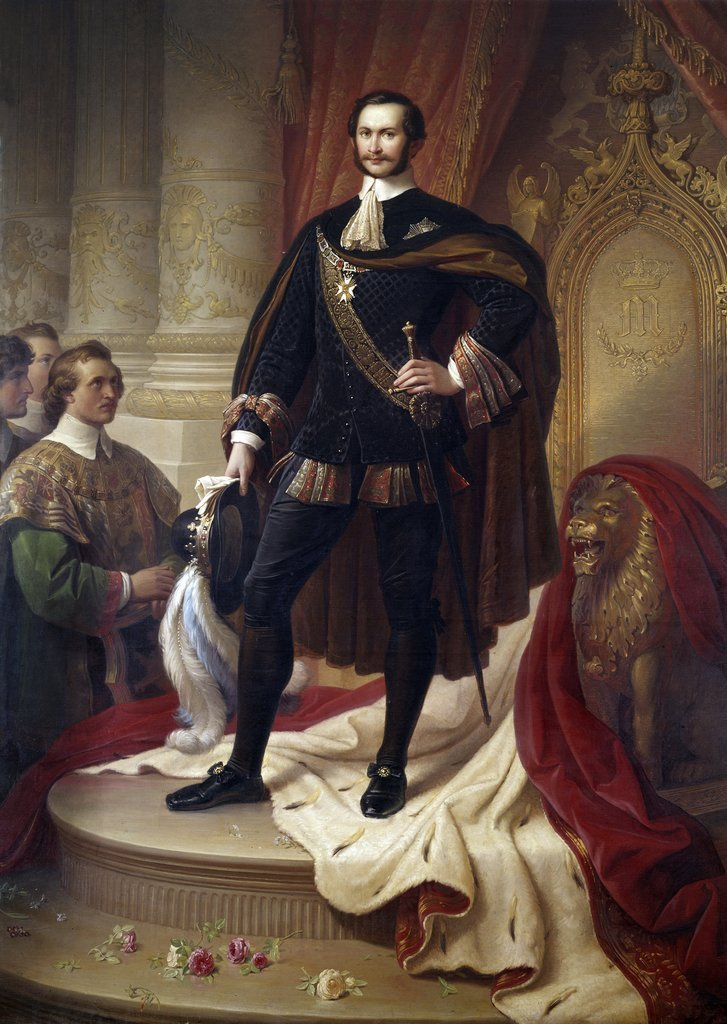
Maximilian II. von Bayern (1811–1864)

Julius Zimmermann (* 11. Mai 1824 in Augsburg; † 7. April 1906 in München) war ein deutscher Porträt- und Historienmaler.

## Leben und Werk
Geboren als Sohn des Professors der Königlichen Akademie der Künste in München, Clemens von Zimmermann, studierte er Malerei ab dem 2. Dezember 1844 an der Münchener Akademie.
Zimmermann schuf eine Reihe Porträts historischer Gestalten, die sich in den Bayerischen Staatsgemäldesammlungen befinden. Er erteilte in den 1870er Jahren Elisabeth Reuter Malunterricht.